# Бриго-Палуело (Венеција)
Бриго-Палуело (итал. Brigo-Paluello) је насеље у Италији у округу Венеција, региону Венето.
Према процени из 2011. у насељу је живело 988 становника. Насеље се налази на надморској висини од 4 м.